# 日本フェンシング協会
公益社団法人日本フェンシング協会（にほんフェンシングきょうかい、仏: FEDERATION JAPONAISE D'ESCRIME、略称: FJE）は、日本におけるフェンシング競技を統括し、フェンシングの普及促進を図る公益団体、国内競技連盟である。47都道府県フェンシング協会と2連盟（全日本学生フェンシング連合、全国高等学校体育連盟フェンシング専門部）の49の支部により組織されている。旧所管は文部科学省。

## 沿革
- 1936年10月23日 大日本フェンシング協会創立。会長・曽我祐邦子爵、理事長・本間喜一[2]
- 1941年12月 戦争により一時、解散と改め
- 1947年8月2日 日本フェンシング協会として再発足
- 1992年4月1日 社団法人化。
- 2013年7月1日 公益法人制度改革により、公益社団法人に改組。

## 組織
- 全日本学生フェンシング連合
- 全国高等学校体育連盟フェンシング専門部

## 主な大会
- 全日本フェンシング選手権大会
- 全国カデフェンシング選手権大会
- 全国高等学校総合体育大会フェンシング競技大会
- 全国高等学校選抜フェンシング大会
- 牧杯ジュニアフェンシング選手権大会